# Kawésqar (langue)
Cet article concerne la langue kawésqar. Pour le peuple kawésqar, voir Kawesqar.

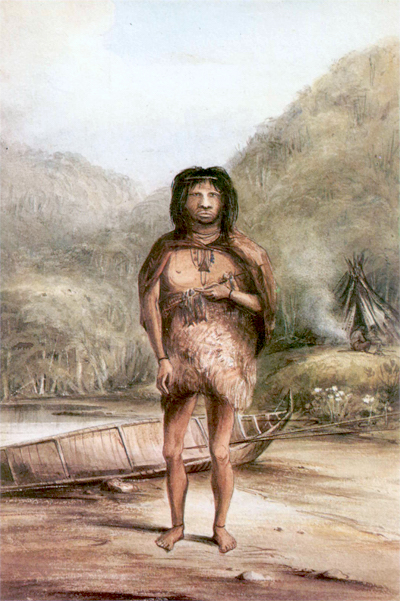
Fuégien : un natifs de la Terre de Feu, vu par Darwin (Second voyage du HMS Beagle). On aperçoit un canot et une hutte (tchelo).

Le kawésqar (ou kawéskar, alakaluf, alacalufe, autonyme qawasqar) est une langue alakalufane parlée par le peuple Kawésqar au Chili, en Terre de Feu, actuellement dans la localité de Puerto Edén où sont réfugiés les derniers survivants.
La langue est menacée de devenir une langue morte. Il ne reste plus de femme survivante en âge d'enfanter.

## Phonologie

### Voyelles
|         | Antérieure | Centrale | Postérieure |
| ------- | ---------- | -------- | ----------- |
| Fermée  | i [i]      |          | u [u]       |
| Moyenne | e [e]      |          | o [o]       |
| Ouverte | æ [æ]      | a [a]    |             |

### Consonnes

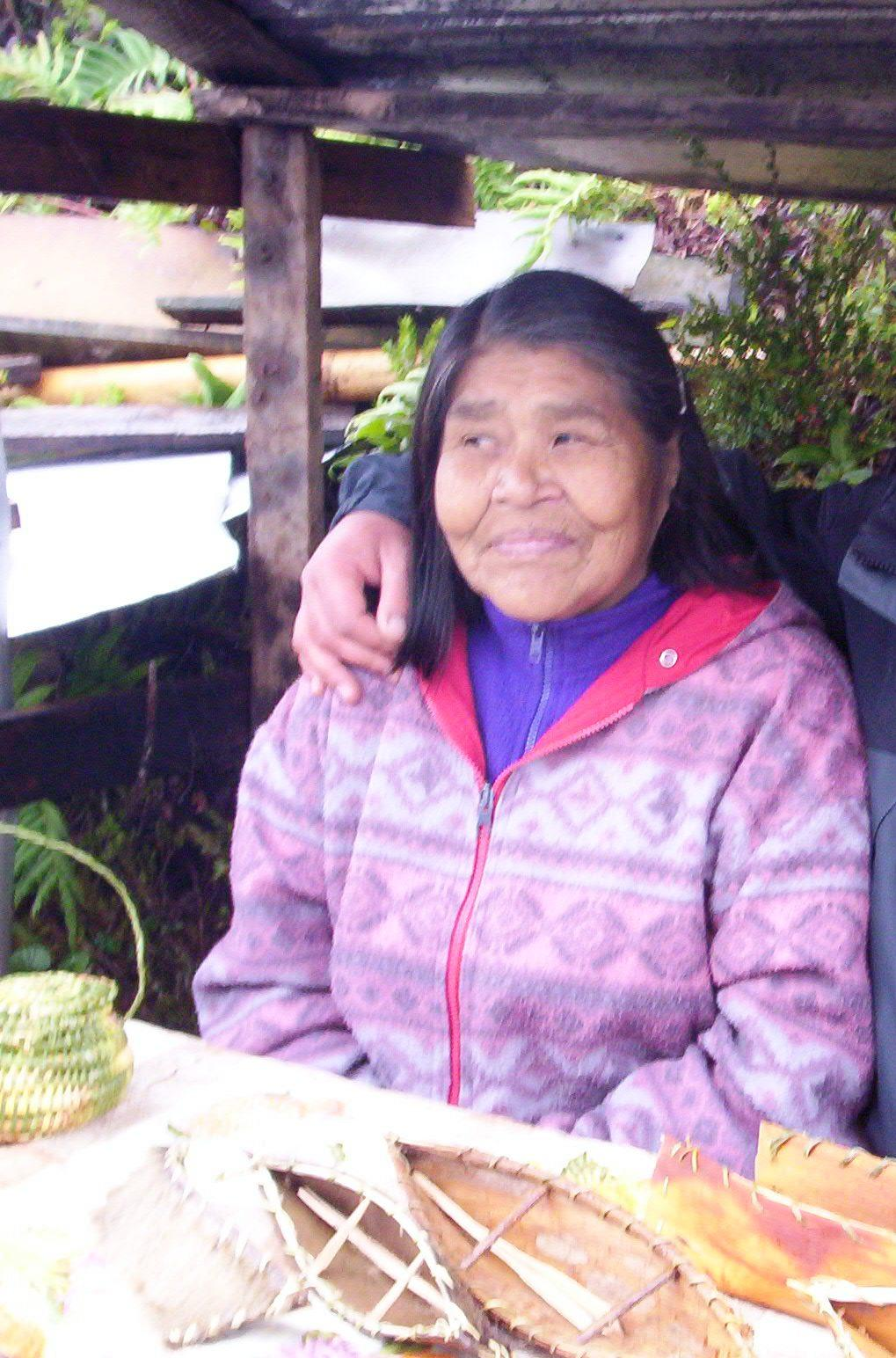
Femme Kawésqar à Puerto Edén (Chili) vendant des articles d'artisanat aux touristes.

|               |               | Bilabiale | Dentale      | Latérale | Palatale | Vélaire | Uvulaire | Glottale |
| ------------- | ------------- | --------- | ------------ | -------- | -------- | ------- | -------- | -------- |
| Occlusives    | Sourdes       | p [p]     | t [t]        |          |          | k [k]   | q [q]    | ʔ [ʔ]    |
| Occlusives    | Glottales     | pʼ [pʼ]   | tʼ [tʼ]      |          |          | kʼ [kʼ] |          |          |
| Fricatives    | Fricatives    | f [f]     | s [s]        |          |          | x [x]   |          | h [h]    |
| Affriquées    | Sourdes       |           |              |          | c [t͡ʃ]   |         |          |          |
| Affriquées    | Glottales     |           |              |          | cʼ [t͡ʃʼ] |         |          |          |
| Nasales       | Nasales       | m [m]     | n [n]        |          |          |         |          |          |
| Liquides      | Liquides      |           | r [r] rr [ɾ] | l [l]    |          |         |          |          |
| Semi-voyelles | Semi-voyelles | w [w]     |              |          | j [j]    |         |          |          |